# Айтач Ялман
Айтач Ялман (тур. Aytaç Yalman) (29 липня 1940 — 15 березня 2020) — турецький військовик, обіймав посаду головнокомандувача Жандамерії (2000–2002) та командувача Сухопутних військ Туреччини.